# Chilo quirimbellus
Chilo quirimbellus là một loài bướm đêm trong họ Crambidae.